# بریگیت آهرنهولز
بریگیت آهرنهولز (انگلیسی: Brigitte Ahrenholz; ۸ اوت ۱۹۵۲ – مارس یا آوریل ۲۰۱۸) قایقران روئینگ اهل آلمان شرقی بود.
وی در مسابقات کشوری و بین‌المللی در مجموع برندهٔ ۳ مدال طلا، ۱ مدال نقره شده‌است.